# Ángel Luis Rodríguez Díaz
Ángel Luis Rodríguez Díaz (nascut el 26 d'abril de 1987), conegut simplement com a Ángel, és un futbolista professional canari que juga com a davanter al CD Tenerife.

## Carrera de club

### Tenerife
Nascut a Santa Cruz de Tenerife, Ángel va emergir a través de la plantilla juvenil del CD Tenerife local, marcant set gols a Segona Divisió en la seva primera temporada professional completa. Va dividir la temporada 2007-08 cedit als equips de Segona Divisió B Reial Madrid Castella i CA Osasuna B.
Ángel va tornar a les Illes Canàries durant la temporada 2008-09, sent un element ofensiu important en una temporada en què el club va tornar a la primera divisió després d'una absència de set anys. Va debutar a la competició el 29 d'agost de 2009, en una derrota per 1-0 a casa contra el Real Saragossa (deu minuts jugats). Va aportar un gol en 24 partits, tots com a substitut, durant la campanya, en un eventual descens.

### Elx, Llevant i Eibar
L'estiu del 2010, Ángel va tornar a la segona divisió ja que va fitxar amb l'Elx CF. El 23 d'abril de 2011, va marcar tots els gols del seu equip en una victòria per 3-0 a casa davant la SD Huesca, sumant-ne un total de 29 durant la seva estada a l'Estadi Manuel Martínez Valero, inclòs un en la promoció d'ascens, que l'equip va perdre contra el Reial Valladolid.
Ángel es va incorporar a l'equip de primera Llevant UE el 15 de juny de 2012, amb un contracte de 2+1. Va marcar dos gols a la fase de grups de la UEFA Europa League a la primera meitat de la temporada però, després de veure limitades les oportunitats de joc, va tornar a l'Elx el gener de 2013, cedit.
El Levante no va renovar el seu contracte després del final de la campanya 2013-14 i el 9 de juliol, Ángel es va traslladar al nou ascendit SD Eibar amb un contracte d'un any, amb opció de pròrroga per un any més.

### Saragossa
El 13 de juliol de 2015, Ángel va signar un contracte de dos anys amb el Saragossa de la segona categoria. A la temporada 2016-17, va marcar 21 gols, el millor de la seva carrera.
El 7 de juny de 2017, el club va anunciar que havia cessat totes les negociacions sobre una possible renovació del contracte després que Ángel digués que preferiria perdre contra el seu antic equip Tenerife en l'últim partit de la temporada.

### Getafe
Ángel es va incorporar al Getafe CF el 6 de juliol de 2017, fins al 2020. Va marcar 13 gols en el seu primer any, ajudant-los a acabar vuitè a la primera categoria.

### RCD Mallorca
El 2 de juliol de 2021, l'agent lliure Ángel va signar un contracte de dos anys amb el RCD Mallorca, que tot just acabava d'ascendir a la màxima divisió. Va ser principalment reserva durant la seva estada, sumant 11 gols en totes les competicions.

### Retorn al Tenerife
El 23 de juny de 2023, Ángel va tornar al seu primer club a Tenerife amb un contracte de dos anys.

## Palmarès
Elx
- Segona Divisió: 2012–13[24]

Individual
- Màxim golejador de la Copa del Rei:2018-19 (5 gols)[25]